# Mare de Déu de Sentfores
Mare de Déu de Sentfores és un edifici religiós del municipi de Sant Martí de Tous comarca de l'(Anoia) protegida com a bé cultural d'interès local.
Tenint vora set segles d'història, ha estat un punt de devoció pels habitants del poble de Tous i dels municipis propers. La llegenda diu que la construcció de l'ermita va ser deguda a la tossudesa de la Mare de Déu de Sentfores, trobada per un pastor, a romandre en aquella muntanya.
L'ermita va ser restaurada l'any 1993. L'altar està cobert per una cúpula, i al fons, presidint la cambra, trobem la Mare de Déu de Sentfores. Es creu que antigament havia una capella romànica de l'any 1294, i va ser substituïda per l'actual ermita. El Santuari és un edifici amb planta de creu llatina adificat per Joan Nasich, que va firmar a la Llinda de la porta.
El dilluns de Pasqua florida s'hi fa un aplec i és tipic d'anar-hi en família. Després de la tradicional missa de Pasqua al santuari, es fa una ballada de sardanes i es juga a bitlles catalanes de tous. En acabar, es fa un dinar de germanor.

## Descripció
Interior: Planta de creu llatina. Té dues capelles laterals a la secció transversal i a l'encreuament dels dos eixos principals hi ha una cúpula que conserva pintures al fresc molt deteriorades. Tot l'interior està recobert d'estucats imitant maó. Molt restaurat. Els materials de construcció són pedra i teules. Al seu costat hi ha l'antiga casa dels ermitans.

## Història
El lloc és esmentat el 1096 i la capella o santurari el 1329, bé que la imatge, romànica, de fusta policromada, que ara es conserva al Museu Episcopal de Vic, indica que existia ja a la fi del segle xiii com a mínim. A mitjans del segle xvii fou reconstruïda per Joan Nasich (8è dia de les calendes de juny (25 de maig) de 1656). Fou renovat els segles XVII, XVIII i XX (1954) i ha estat centre de devoció popular.

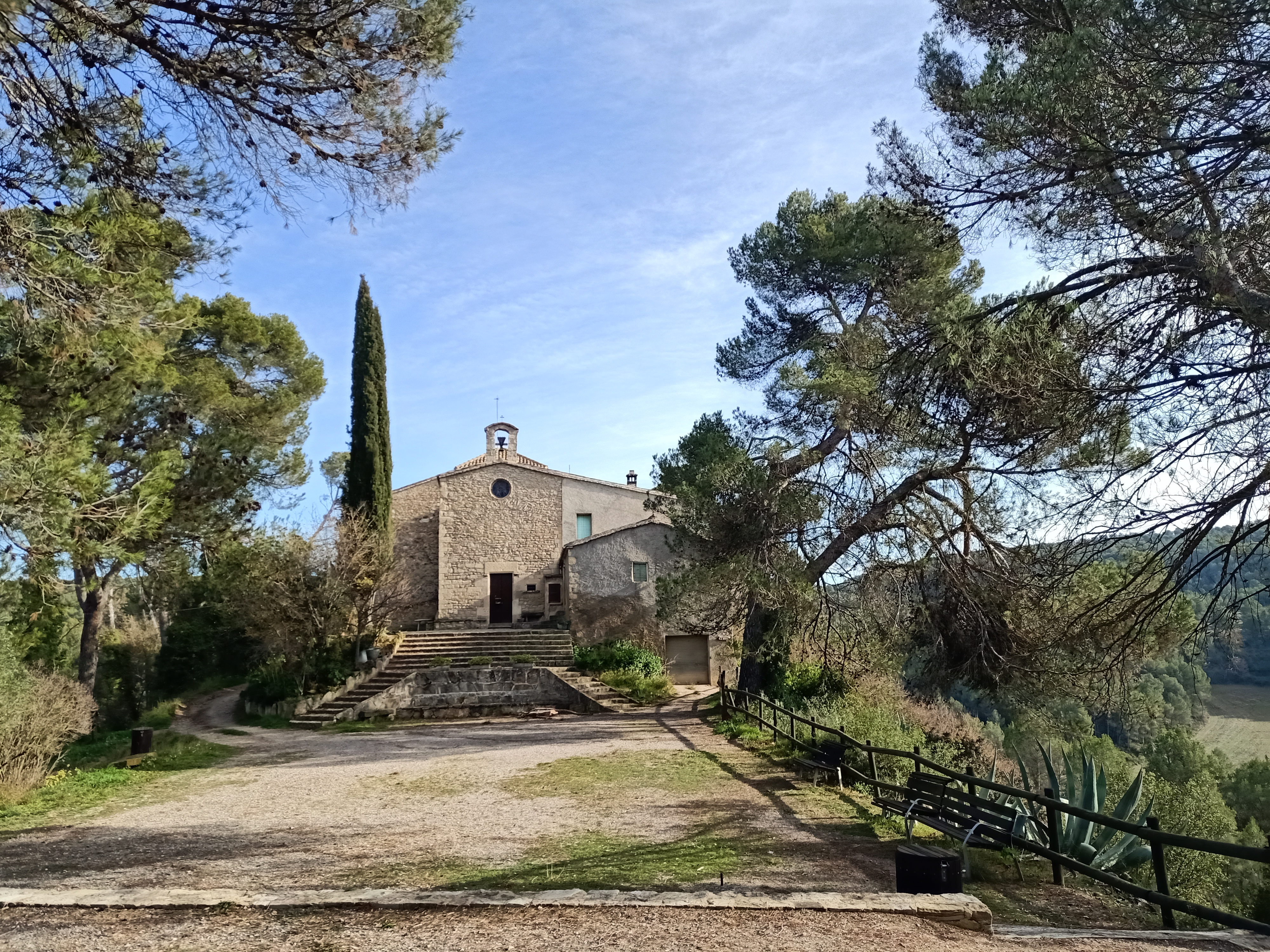
Església de la Mare de Déu de Sentfores el desembre de 2021